# Brunstijn van Herwijnen
Brunstijn van Herwijnen (1340 – 1413) was baljuw, rentmeester, heer van Stavenisse, heer van Herwijnen en een kabeljauwsgezinde tijdens de Hoekse en Kabeljauwse twisten.

## Biografie
Hij was een zoon van onbekende ouders. Hij heeft zich via diverse benoemingen opgewerkt. Hij was mogelijk gehuwd met een bastaarddochter van graaf Willem van Beieren en werd sedert 1377 herhaaldelijk genoemd als raadsheer van Albrecht. In 1388 was hij baljuw van Alkmaar, daarna werd hij in 1389 rentmeester van de Oosterschelde. In 1391  kreeg hij toestemming nieuwe grond bij Stavenisse te bedijken. In oktober 1391 behoorde hij tot een groep edelen die uitdrukkelijk hun trouw betuigden aan Albrecht en hij bleef tot september 1396 als raadsheer fungeren. Tussen september 1396 en maart 1397 is in zijn positie verandering gekomen. Wegens een handgemeen werd hij uit al zijn functies ontheven, werden zijn goederen verbeurdverklaard en werd hij verbannen. Op 18 maart 1397 werden de Wassenaars ontslagen van hun, in een verzoeningsakte van 12 april 1396 opgenomen, verplichting nimmer tegen Brunstijn van Herwijnen iets te ondernemen. Op 28 maart 1397 werd Stavenisse verkocht en op 20 mei 1397 de eerder aan Brunstijn toekomende tienden. Brunstijn wist uit Amsterdam te ontkomen en kon het eerder tot zijn bezittingen behorende slot Loevestein bezetten, van waaruit hij plundertochten ondernam. Albrecht van Beieren kon dat niet toestaan en droeg zijn zoon op het kasteel te veroveren. Vanaf 21 maart 1398 werd Loevestein door troepen onder leiding van Willem van Oostervant belegerd en na een stormloop overgegeven op Goede Vrijdag 5 april 1398. Op 27 maart 1400 wordt Brunstijn van Herwijnen overigens weer als raad van Albrecht genoemd. In 1402 werd hij weer beleend met Herwijnen.